# Agrostis variabilis
Agrostis variabilis är en gräsart som beskrevs av Per Axel Rydberg. Agrostis variabilis ingår i släktet ven, och familjen gräs. Inga underarter finns listade i Catalogue of Life.